# Giano dell'Umbria
Giano dell'Umbria là một đô thị ở Tỉnh Perugia trong vùng Umbria, có khoảng cách khoảng 35 km về phía đông nam của Perugia. Tại thời điểm ngày 31 tháng 12 năm 2004, đô thị này có dân số 3.515 người và diện tích là 44.5 km².
Đô thị Giano dell'Umbria có các frazione (đơn vị cấp dưới) Bastardo.
Giano dell'Umbria giáp các đô thị: Castel Ritaldi, Gualdo Cattaneo, Massa Martana, Montefalco, Spoleto.